# سید بهزاد پورسید
سید بهزاد پورسید (زاده ۱۳۴۵) قاضی و حقوقدان ایرانی است که در ۲۵ تیر ۱۴۰۴ از سوی مجلس شورای اسلامی با کسب ۱۷۸ رأی از مجموع ۲۶۹ نفر به عنوان عضو حقوقدان شورای نگهبان انتخاب شد.

## زندگی
پورسید دانش‌آموخته رشته حقوق خصوصی در مقطع دکتری است که تحصیلات خود را در دانشگاه‌های شهید بهشتی و تربیت مدرس گذرانده است.
وی سابقه استادیاری دانشکده معارف اسلامی و حقوق دانشگاه امام صادق و همچنین استادیاری پژوهشگاه قوه قضاییه را در کارنامه خود دارد. پورسید عضو هیئت علمی مرکز پژوهش‌های مجلس شورای اسلامی نیز بوده است. براساس اطلاعاتی که از بهزاد پورسید در سایت فصلنامه پژوهشنامه بازرگانی آمده است، او قاضی دادگستری نیز بوده است.
او پیش از این مسئولیت‌هایی همچون معاونت قوانین مجلس یازدهم از تیر ۱۳۹۹ تا تیر ۱۴۰۲ و قائم‌مقامی پژوهشگاه قوه قضائیه را عهده‌دار بوده است؛ محمدباقر قالیباف، رئیس مجلس شورای اسلامی در ۱۴ تیر ۱۳۹۹، وی را به‌عنوان‌ معاون قوانین مجلس شورای اسلامی منصوب کرد.
وی که از قضات برجسته و باسابقه دیوان عدالت اداری و متخصص در حوزه‌های حقوق اداری، حقوق کار و تأمین اجتماعی، حقوق مالیاتی، حقوق شهرسازی و اراضی است، پس از معرفی توسط ریاست قوه قضائیه، توسط نمایندگان مجلس به سمت عضو حقوقدان شورای نگهبان انتخاب گردید.

## سوابق
معاون حقوقی و امور مجلس قوه قضائیه

## افتخارات
- قاضی نمونه کشوری